# 仙台市立田子中学校
仙台市立田子中学校（せんだいしりつ たごちゅうがっこう）は、宮城県仙台市宮城野区田子二丁目にある公立中学校である。

## 概要
- 仙台市東部の田園地帯に位置しており、人口が増加し、住宅地として発展している地域である。田子中学校はJR福田町駅の北側に位置し、周辺は田子小学校、宮城県宮城野高等学校、宮城県立仙台高等技術専門校がある。

## 沿革
- 1991年（平成3年）4月1日 - 仙台市立高砂中学校より分離・開校

## 学区
- 高砂、田子小学校学区

## 所在地
- 宮城県仙台市宮城野区田子2丁目12-1

## 生徒数などの推移
| 年度 | 男子 | 女子 | 計  |
| ---- | ---- | ---- | --- |
| 2009 | 152  | 197  | 349 |
| 2008 | 157  | 194  | 351 |
| 2007 | 202  | 208  | 410 |
| 2006 | 214  | 186  | 400 |
| 2005 | 212  | 211  | 423 |
| 2004 | 199  | 204  | 403 |
| 2003 | 213  | 217  | 430 |
| 2002 | 218  | 222  | 440 |